# Kajetan Adam Miączyński
Kajetan Adam Aleksander Jan Miączyński herbu Suchekomnaty (ur. 5 stycznia 1754; inne źródło podaje 1751, zm. 26 listopada 1801 roku w Żytomierzu) – generał-lejtnant wojsk rosyjskich,  generał inspektor wojsk koronnych, generał-major wojsk koronnych, szef pułku jazdy przedniej kawalerii narodowej, szef pułku piechoty koronnej, generał-adiutant Stanisława Augusta Poniatowskiego, rotmistrz kawalerii narodowej, konfederat barski, pisarz polny koronny w latach 1793–1795, generał lejtnant komenderujący Dywizją Wielkopolską w 1793 roku, marszałek lubelski konfederacji targowickiej, konsyliarz konfederacji generalnej koronnej w konfederacji targowickiej w 1792 roku, delegowany przez nią w 1792 roku jako asesor w Sądach Kryminalnych Jurysdykcji Marszałkowskiej Koronnej, członek konfederacji grodzieńskiej 1793 roku, marszałek powiatowy dubieński, marszałek gubernialny wołyński w 1799 roku.
Syn Antoniego Miączyńskiego oraz ks. Doroty Woronieckiej. 
Jego brat Józef Miączyński (1743–1793) generał wojsk francuskich. 
W 1774 zostaje starostą borzechowskim tego samego roku 23 lutego zostaje mianowany generałem adiutantem JK.Mci. Trzy lata później w 1777 roku 3 października zostaje rotmistrzem kawalerii narodowej, a 12 listopada 1778 szefem pułku 5 przedniej straży. Poseł na sejm 1778 roku z województwa czernihowskiego. W roku 1780 zostaje odznaczony Orderem Świętego Stanisława. Rok później zostaje generałem inspektorem, jednak kilka lat później zrzeka się tego urzędu (1789). W tym samym czasie otrzymuje stopień generała-majora, zostaje szefem 7 regimentu pieszego koronnego.
Poseł na sejm 1782 roku z województwa czernihowskiego. Kajetan był posłem województwa czernihowskiego na Sejm Czteroletni, w 1788 roku, generałem inspektorem: wojsko koronne, marszałkiem konfederacji targowickiej w Lublinie. Był posłem województwa lubelskiego na sejm grodzieński (1793). Odznaczony Orderem Orła Białego. W 1799 roku odznaczony Orderem św. Anny I klasy.
Przez wielu członków rodu był uważany za człowieka lekkomyślnego, rozrzutnego i hulakę. To właśnie on przepuścił na grze w karty spory majątek otrzymany od ojca liczony w milionach. 
Mąż Teresy Rafałowicz i Tekli Jabłonowskiej.

## Potomkowie
- Z Teresą Rafałowicz dwóch synów i dwie córki, w tym Stanisław Miączyński (1780–1845) – pułkownik wojsk Księstwa Warszawskiego, adiutant księcia Józefa Poniatowskiego
- Z Teklą Jabłonowską dwie córki